# Diocèse d'Arezzo-Cortone-Sansepolcro
Le diocèse d'Arezzo-Cortone-Sansepolcro (en latin : Diœcesis Arretina-Cortonensis-Biturgensis seu Burgi Sancti Sepulchri ; en italien : Diocesi di Arezzo-Cortona-Sansepolcro) est un diocèse de l'Église catholique en Italie, suffragant de l'archidiocèse de Florence et appartenant à la région ecclésiastique de Toscane.

## Territoire
Le diocèse s'étend sur deux provinces de la Toscane et sur une province des Marches. La plus grande partie est dans la province d'Arezzo dont l'autre fraction est dans le diocèse de Fiesole. Une petite partie est dans la province de Sienne avec la commune de Rapolano Terme et une partie des communes de Gaiole in Chianti, Sinalunga et Castelnuovo Berardenga. Il possède aussi la frazione de la municipalité de Borgo Pace de la province de Pesaro et Urbino, le reste de la commune étant sous la juridiction de l'archidiocèse d'Urbino-Urbania-Sant'Angelo in Vado.
Son territoire est d'une superficie de 3 425 km2 divisé en 245 paroisses. L'évêché est à Arezzo avec la cathédrale saint donat où se trouve le corps du pape Grégoire X. La cathédrale sainte Marie de Cortone et la cathédrale de saint Jean l'évangéliste sont cocathédrales depuis la fusion des juridictions ecclésiastiques en 1986. Le diocèse possède cinq basiliques mineures dont deux à Arezzo : saint Dominique qui possède un crucifix de Cimabue et saint François avec les fresques de la Légende de la Vraie Croix. La basilique de Cortone garde le corps de sainte Marguerite de Cortone. Le sanctuaire de l'Alverne est le lieu où saint François d'Assise aurait reçu les stigmates. La basilique de Santa Maria del Sasso de Bibbiena (it) est un lieu de pèlerinage dédiée à la Vierge.

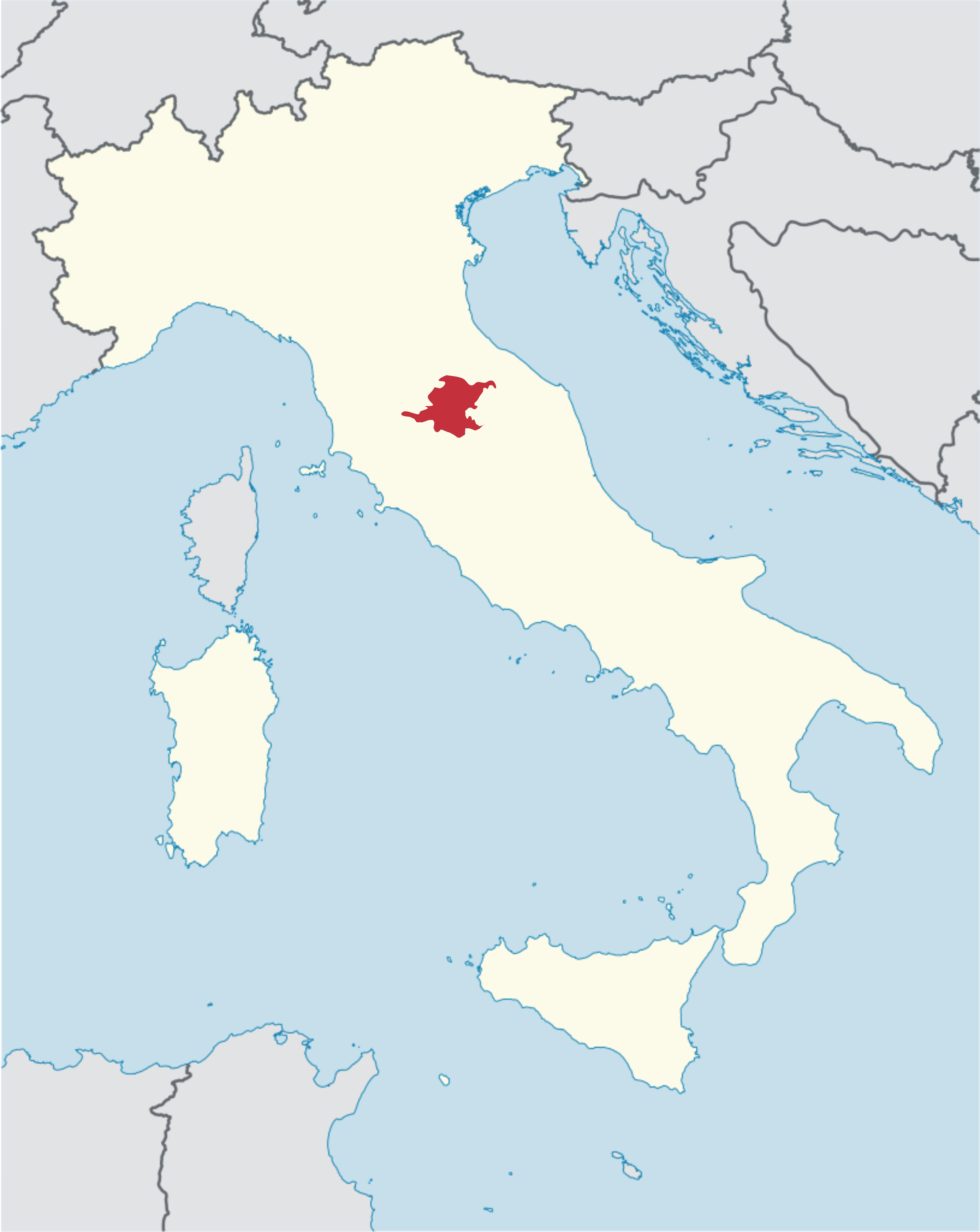
Situation du diocèse en Italie.

## Histoire
Le diocèse actuel est le fruit de l'union de trois diocèses distincts (Arezzo, Cortone, et Sansepolcro) par le décret Instantibus votis de la congrégation pour les évêques du 30 septembre 1986.

### Diocèse d'Arezzo
Le diocèse d'Arezzo est très ancien. La tradition donne saint Romulus de Fiesole, disciple de saint Paul, comme premier évangélisateur d’Arezzo. Dans les archives du chapitre se trouve un parchemin du XIe siècle avec la liste des évêques d'Arezzo du IVe siècle jusqu'à Théodald en 1036. Le premier évêque du catalogue est saint Satyre d'Arezzo (it) qui décède pendant le pontificat du pape Jules Ier (337-352). Son successeur, saint Donat, est le patron de la ville et du diocèse dont on fait mémoire le 7 août dans le martyrologe hiéronymien et Grégoire le Grand en parle dans ses dialogues. Les sources hagiographiques témoignent de l'existence de saint Gaudence d'Arezzo (it). Les évêques d’Arezzo attestés par des sources historiques et documentaires ne remontent qu’au VIIe siècle. Il s’agit de Servand, documenté par un décret datant de 650 et Cyprien, qui prend part au concile de Rome de 680 organisé par le pape Agathon contre le monothélisme.
Le document de 650 représente le premier témoignage de la longue dispute, qui dure jusqu'au XIIe siècle, entre les évêques de Sienne et ceux d'Arezzo, sur une série de pièves et d'églises paroissiales, que les évêques d'Arezzo occupent au début de l'invasion lombarde en lien avec la suppression temporaire de l'évêché de Sienne. Un premier accord est conclu en 714-715 à l'époque des évêques Adéodat de Sienne et Luperzian d'Arezzo, mais la question est reprise au cours des siècles suivants. Parmi les évêques du premier millénaire, on peut citer en particulier Pierre Ier, qui établit le collège canonique de la cathédrale en 840 ; et Jean (872-900), écrivain ecclésiastique, fondateur de l'abbaye des Saintes Flore et Lucille (it)
Entre le Xe siècle et le XIe siècle, le diocèse voit prospérer de nombreux autres monastères bénédictins dont Santa Maria a Badia Prataglia, Santa Trinità in Alpe, San Gennaro à Capolona, San Salvatore a Fontebona (it), San Salvatore à Silvamunda. Le plus connu est l'Eremo di Camaldoli (it) fondé peu avant 1027 par saint Romuald sur un terrain offert par Théodald, évêque d'Arezzo. Quelques années plus tard, près de l'ermitage, se dresse l'abbaye des Camaldules, à la tête de l'ordre camaldule disséminée dans le centre de l'Italie .
Le pouvoir politique des évêques d'Arezzo sur la ville d'Arezzo et son territoire, débuté à l'époque carolingienne, prend fin au XIIe siècle en raison de l'émergence du pouvoir et de l'autonomie municipale. Le dernier évêque noté comme episcopus et comes (évêque et comte) est Jérôme en 1164, bien que le titre de comte soit déjà en désuétude depuis 1130.
Dès l’époque lombarde, la cathédrale diocésaine est située hors des murs de la ville près du tombeau de saint Donat. Cet endroit devient le centre ecclésiastique et culturel d'Arezzo, enrichi par d'autres bâtiments ecclésiastiques et fortifié à l'époque des évêques Adalbert et Théodald dans la première moitié du XIe siècle. En 1203, l'évêque Amédée déplace la cathédrale à l'intérieur des murs de la ville. Le chaire de l'évêque est d'abord placée dans l'église bénédictine de San Pietro Maggiore, puis à partir de 1278, l'évêque Guillaumin degli Ubertini commence la construction de la nouvelle cathédrale qui est achevée en 1511. On y place les reliques de saint Donat et du pape Grégoire. C'est dans ce même édifice que se tient le conclave qui élit en 1276 son successeur, Innocent V. Ce fut la première élection pontificale en conclave, c'est-à-dire avec isolement des cardinaux pour élire le pape, comme établit par l'Ubi periculum de 1274. Le village ecclésiastique de Pionta est rasé au XVIe siècle.
La lutte séculaire entre l'archidiocèse de Sienne et le diocèse d'Arezzo pour la juridiction sur dix-neuf pièves, situées sur le territoire siennois mais sous l'autorité ecclésiastique des évêques d'Arezzo, prend fin au XIIe siècle, lorsque le pape Honorius II donne raison à Arezzo. Le diocèse d’Arezzo, qui est immédiatement soumis au Saint-Siège, subit plusieurs démembrements à partir du XIVe siècle pour l'érection d’autres diocèses toscans : Cortone en 1325, Pienza et Montalcino en 1462, Sansepolcro en 1515 , Montepulciano en 1561 et l'abbaye territoriale Santa Maria de Monte Oliveto Maggiore en 1765.
Lors de la période post-tridentine, plusieurs évêques se distinguent : Stefano Bonucci (1574-1589) supérieur général de l'ordre des Servites de Marie qui est davantage un érudit qu'un homme de gouvernement ; Pietro Usimbardi (it) (1589-1612) qui impose une discipline ecclésiastique plus rigoureuse et l'obligation d'enseigner la doctrine chrétienne ; et Tommaso Salviati (1638-1671) qui, à la suite du milanais Charles Borromée, introduit les réformes conciliaires dans le diocèse et fonde le séminaire en 1641, qu'il réussit à maintenir en imposant les bénéfices paroissiaux.
Lors de l'épiscopat de Giovanni Antonio Guadagni, le pape Clément XII donne aux évêques d'Arezzo le pallium et la croix processionnelle à perpétuité. Le dernier évêque a profité des insignes archiépiscopaux est Giovanni Telesforo Cioli ; en 1986, le privilège est révoqué. Les évêques d’Arezzo avaient également les titres de prince du Saint-Empire et de comte de Cesa.
En février 1796, Arezzo est dévastée par un essaim sismique de plus de trente tremblements de terre. Le 15 février, les tremblements de terre cessent et ce fait est attribué à l'intercession de la Vierge du Confort (it) qui est maintenant conservée dans la cathédrale d'Arezzo. La même année 1796, commence l'invasion de l'Italie par les troupes napoléoniennes. La ville d'Arezzo est également conquise, mais en 1799, elle est le centre du mouvement Viva Maria, l'une des insurrections anti-napoléoniennes qui se produit dans la péninsule, inspiré précisément par l'image de la madone du Confort. La dévotion à cette image devient rapidement l'une des expressions de dévotion les plus intenses de la religion.
À partir du XIXe siècle, l'histoire du diocèse est marquée par une série d'épiscopats assez longs mais aussi de périodes de vacance, en particulier celle entre 1860 et 1867, au début de l'unification de l'Italie, lorsque les autorités gouvernementales empêchent le libre établissement de la hiérarchie ecclésiastique.

### Diocèse de Cortone
Le diocèse est élevé le 19 juin 1325 par le pape Jean XXII par la bulle Vigilis speculatoris en récompense de la loyauté des guelfes de Cortone, tandis qu'à Arezzo, cité gibelline, l'évêque Guido Tarlati est excommunié et déposé. Le diocèse est placé sous le contrôle immédiat du Saint-Siège.
Le diocèse est très petit et comprend la plupart des comitatus de Cortone. Le territoire comprend 10 pièves, dont six proviennent du diocèse d’Arezzo, deux du diocèse de Chiusi et deux du diocèse de Città di Castello. La cathédrale primitive du diocèse est l'église extra-urbaine de San Vincenzo, anciennement l'église des bénédictins d'Arezzo. Le 9 juin 1507, par la bulle du pape Jules II, le siège est transféré dans la cathédrale actuelle.
Le premier évêque est Raniero Ubertini, prévôt de la cathédrale d'Arezzo et frère de Boso, évêque d'Arezzo, qui s'échappe en 1331 d'une conspiration complotée contre lui. À partir du milieu du XVe siècle, les évêques de Cortone viennent presque exclusivement du chapitre de la cathédrale florentine et appartiennent à des familles nobles de Florence. Ceux-ci incluent Cristoforo Bordini (1477-1502), Giovanni Sernini de Cucciati (1516-1521) et le cardinal Silvio Passerini (1521-1529) qui résident occasionnellement à Cortone, engagés dans la curie ou dans la diplomatie papale. En 1515, Cortone reçoit la visite du pape Léon X, invité de Silvio Passerini, son ami, et plus tard nommé évêque de Cortone.
Matteo Concini (1560-1562) et Gerolamo Gaddi (1562-1572), évêques connus de Cortone, prennent part au concile de Trente ; Francesco Perignani, à qui nous devons la création du séminaire diocésain en 1573, l'un des premiers en Italie, même s'il n'a été pleinement opérationnel que cent ans plus tard, avec la construction d'un nouveau bâtiment inauguré en 1696. En 1728, lors de l'épiscopat de Luigi Gherardi, la ville et le diocèse fêtent solennellement la canonisation de sainte Marguerite de Cortone. Au VIe siècle, centenaire de la mort de la sainte, en 1897, la basilique de sainte Marguerite est agrandie et achevée dans un style néogothique. Le dernier évêque résident est Giuseppe Franciolini, dont l'épiscopat est le plus long de l'histoire du diocèse. En 1984, le diocèse récupère la paroisse de Sant'Andrea di Sorbello de la municipalité de Cortone dans le diocèse de Città di Castello. À l'époque de l'union avec Arezzo et Sansepolcro, le diocèse de Cortone compte 31 paroisses dont 4 dans la ville épiscopale.

### Diocèse de Sansepolcro
La ville de Sansepolcro se développe sur le territoire du diocèse de Città di Castello autour d'un oratoire contenant une relique de Terre sainte attribuée aux pèlerins du Xe siècle ; par la suite, les moines camaldules construisent un monastère, dont l'abbé, du moins depuis 1013 et dont les décrets sont confirmés par les empereurs et papes, exercent une juridiction temporelle sur les territoires de la propriété abbatiale et également exempt de la juridiction ecclésiastique de l'évêque de Città di Castello.
Au XIVe siècle, Arezzo s'empare de la ville et l'évêque Guido Tarlati la fortifie pour en faire une place forte des gibelins ; dans la sphère civile et temporelle, les évêques d'Arezzo entrent en conflit avec les abbés camaldules, qui revendiquent les anciens droits temporels sur la ville de Borgo San Sepolcro. Toujours en 1402, le pape Boniface IX réaffirme l'exemption du monastère camaldule de la juridiction épiscopale et réaffirme une série de privilèges dans la sphère civile.
Pour mettre définitivement fin aux contrastes, le pape Léon X érige Sansepolcro en siège épiscopal par la bulle Praeexcellenti praeeminentia du 22 septembre 1515. Les territoires riches de l'abbaye nullius des camaldules de Sansepolcro et ceux d'une autre abbaye de camalduldes, supprimée de manière contextuelle, de Santa Maria in Bagno sont attribués au nouveau diocèse. Ces deux territoires sont inclus sur le territoire du diocèse de Città di Castello. En outre, le diocèse d’Arezzo attribué 34 paroisses.
L'exécution de la bulle papale est retardée de cinq ans et le premier évêque est nommé le 17 septembre 1520. C'est Galeotto Graziani, ancien abbé camaldule du monastère de la ville, devient le nouvel évêché, tandis que l'église abbatiale, dédiée à Saint Jean l'évangéliste, est construite en tant que cathédrale diocésaine. Le diocèse est suffragant de l'archidiocèse de Florence. Au XVe siècle, le diocèse s'agrandit avec l'incorporation de l'archiprêtré de San Pancrazio di Sestino (1788) et de l'abbaye nullius de Sant'Ellero di Galeata (1784) pour un total de 46 nouvelles paroisses, dont trois sur le territoire du diocèse de Montefeltro .
Le 7 octobre 1975, le diocèse cède les paroisses de la vallée de Bidente au diocèse de Forlì et celles de la vallée de Savio au diocèse de Cesena.

### Diocèse d'Arezzo-Cortona-Sansepolcro
Le 7 octobre 1975, Telesforo Giovanni Cioli, évêque d'Arezzo, est également nommé évêque de Sansepolcro puis également nommé évêque de Cortona le 15 février 1978. Les trois sièges étant unis in persona episcopi. Le 30 septembre 1986, en vertu du décret Instantibus votis de la congrégation pour les évêques, l'union complète des trois diocèses est établie et la nouvelle circonscription ecclésiastique prend le nom de diocèse d'Arezzo-Cortona-Sansepolcro et devient suffragant de l'archidiocèse de Florence. Mgr Giovanni D'Ascenzi dirige cette phase institutionnelle délicate, prévoyant également la redéfinition du nombre et du territoire des paroisses, vicariats et zones pastorales. Le pape Jean-Paul II visite le diocèse en 1993 puis Benoît XVI en 2012. Le 15 juillet 2017, une partie d'une paroisse située dans la municipalité de Tuoro sul Trasimeno est cédée à l'archidiocèse de Pérouse-Città della Pieve.

## Sources
- Catholic-Hierarchy

- (it) Cet article est partiellement ou en totalité issu de l’article de Wikipédia en italien intitulé « Diocesi di Arezzo-Cortona-Sansepolcro » (voir la liste des auteurs).

### Articles liés
- Liste des diocèses et archidiocèses d'Italie
- Église catholique en Italie